# Puya westii
Puya westii är en gräsväxtart som beskrevs av Lyman Bradford Smith. Puya westii ingår i släktet Puya och familjen Bromeliaceae. Inga underarter finns listade i Catalogue of Life.